# Puente de Askøy
El puente de Askøy (en noruego: Askøybrua) está catalogado como puente colgante. Fue construido entre 1989 y 1993 y se abrió al tráfico el 12 de diciembre de 1992) desde el terreno firme cerca la ciudad de Bergen a la Isla de Askøy localicada en Hordaland, Noruega. El puente tiene el vano principal más largo en el país.
El puente tiene 1057 metros de longitud y su vano principal es de 850 metros. Se encuentra suspendido de dos torres de 152 m de altura.
Tiene una calzada de 2 carriles y dispone de la senda protegida accesible para peatones y bicicletas.

## Fotos del puente de Askøybrua

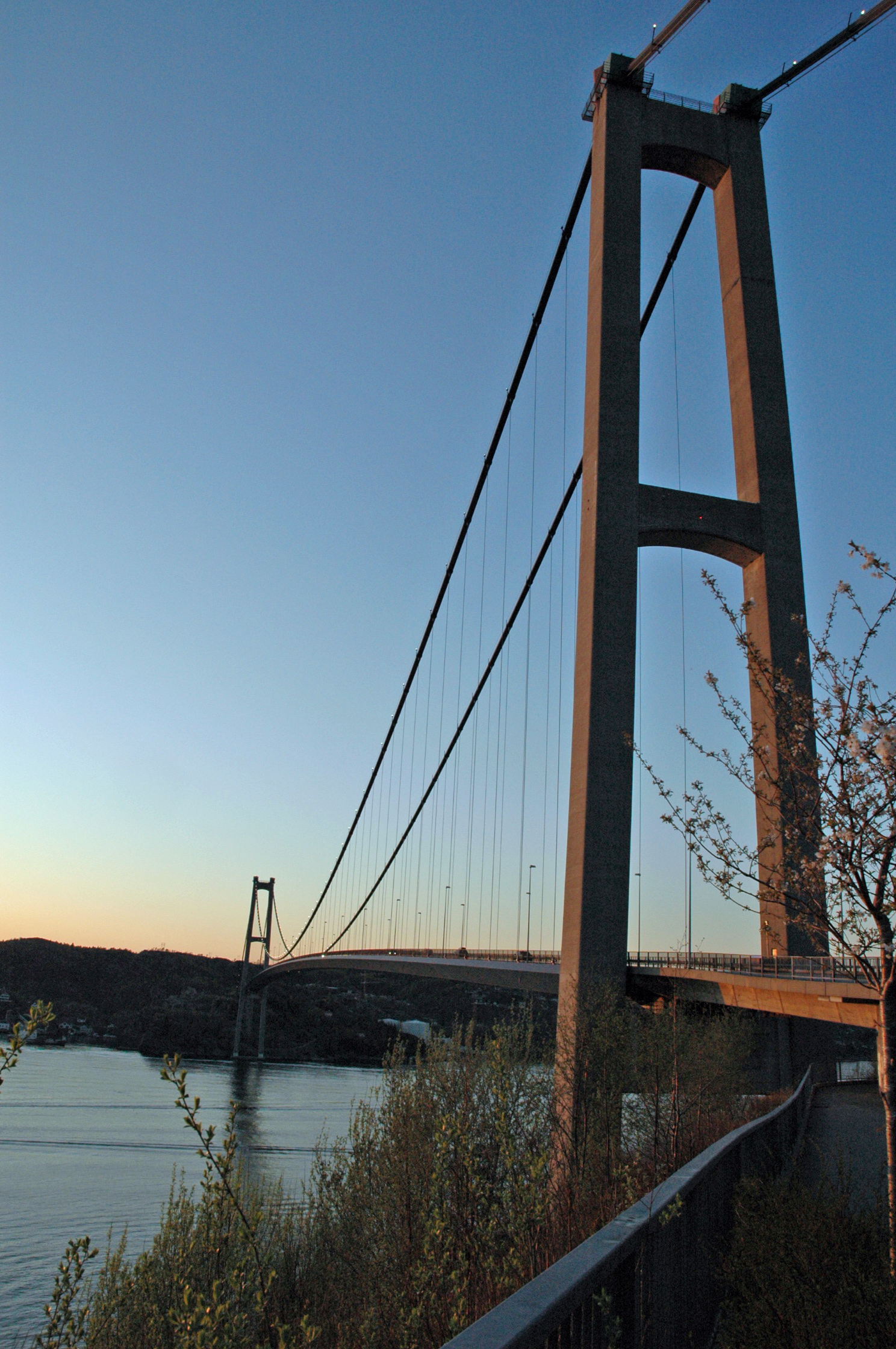
Puente de Askøy.

- Datos: Q2374688
- Multimedia: Askøybroen / Q2374688